# Marcello Aliprandi
Pour les articles homonymes, voir Aliprandi.
Marcello Aliprandi est un réalisateur et scénariste italien né le 2 janvier 1934 à Rome et décédé le 26 août 1997 à Rome.

## Filmographie
Marcello Aliprandi débute dans les années 1960 dans la mise en scène au théâtre puis comme assistant de Luchino Visconti avant de réaliser ses propres films à partir des années 1970. À partir des années 1990, Aliprandi a travaillé principalement pour la télévision.

### Comme réalisateur
- 1970 : La ragazza di latta
- 1975 : Corruption, l'Affaire du juge Vanini (Corruzione al palazzo di giustizia)
- 1976 : Un sussurro nel buio
- 1978 : Quasi davvero (TV)
- 1979 : Senza buccia (it)
- 1981 : Hello Hollywood, qui Broadway! (TV)
- 1982 : Meurtre au Vatican (Morte in Vaticano)
- 1984 : I ragazzi della valle misteriosa (TV)
- 1988 : Quando ancora non c'erano i Beatles (TV)
- 1991 : Una famiglia in giallo (it) (TV)
- 1992 : Prova di memoria
- 1995 : Soldato ignoto

### Comme scénariste
- 1970 : La ragazza di latta
- 1972 : La Proie des nonnes (L'arma, l'ora, il movente), de Francesco Mazzei
- 1975 : Corruzione al palazzo di giustizia
- 1982 : Meurtre au Vatican (Morte in Vaticano)
- 1984 : I ragazzi della valle misteriosa (TV)
- 1988 : Quando ancora non c'erano i Beatles (TV)
- 1992 : Prova di memoria
- 1995 : Soldato ignoto